# تشارلز سميث (متسابق يخت)
تشارلز سميث (بالإنجليزية: Charles Smith)‏ هو متسابق يخت أمريكي، ولد في 21 أكتوبر 1889 في سان دييغو في الولايات المتحدة، وتوفي في 2 يناير 1969.

## وصلات خارجية
- تشارلز سميث على موقع أوليمبيديا (الإنجليزية)